# 스투를룽 시대
스투를룽 시대(아이슬란드어: Sturlungaöld 스투를룬가올드)란 13세기 중반 아이슬란드의 42-44년 정도의 기간을 말한다. 아이슬란드 역사상 가장 유혈낭자하고 폭력적인 시기였다. 스투를룽 일족의 사가에 그 상세가 기록되어 있다.
스투를룽 시대는 고디라는 군장들 사이의 싸움으로 점철된 시대로, 그 중 가장 강력한 군장 씨족이었던 스투를룽 씨족의 이름을 따서 스투를룽 시대라고 부른다. 스투를룽 시대 말엽에 아이슬란드 자유국이 멸망하고 노르웨이 세습왕국의 봉토로 편입된다.
역사학자들은 대개 1220년을 스투를룽 시대의 첫 해로 잡는데, 1208년의 비디네스 전투 때문에 더 이른 시기로 비정하는 학자도 있다. 이 시기에 서로 권력을 다툰 주요 씨족들과 그 지역기반은 다음과 같다.
- 아르네스팅그(Árnesþing)의 하우카달루르 씨족(Haukdælir)
- 랑가르팅그(Rangárþing)의 오다베랴르 씨족(Oddaverjar)
- 스카가표르두르(Skagafjörður)의 아스비르닝 씨족(Ásbirningar)
- 이사표르두르(Ísafjörður)의 바트니스피르딩 씨족(Vatnsfirðingar)
- 외이스튀를란드(Austurland)의 스빈펠링 씨족(Svínfellingar)
- 흐밤무르(Hvammur)의 스투를룽 씨족(Sturlungar)

아이슬란드의 군장들이 서로 치고받고 싸우는 동안 노르웨이 국왕 하콘 4세가 아이슬란드에 대한 영향력 확대를 도모했고, 최종적으로 각 군장들이 하나씩 노르웨이에 복속되어 중세 아이슬란드는 멸망했다.

## 같이 보기
- 아이슬란드 자유국